# Битка код Лепанта
Битка код Лепанта (грч. Ναύπακτος; тур. İnebahtı) је била битка код древне тврђаве Лепанта између османских поморских снага са једне стране, и удружених хришћанских флота Шпаније, италијанских градова држава и Ватикана уједињених у Свету лигу, вођена 7. октобра 1571. године, у којој су хришћанске снаге убедљиво однеле победу и привеле крају османску хегемонију на мору.
Битка која је трајала пуних пет сати вођена је на северној граници залива Патрас у западној Грчкој, где су турске снаге, пловећи у правцу запада из своје поморске луке Лепанта, пресреле снаге Свете лиге, које су долазиле из правца Месине. Победа у овој бици је обезбедила привремену хришћанску контролу над Медитераном, заштитила Рим од турског напада и зауставила даље напредовање Турака ка западној Европи. Ово је била последња велика битка у којој су се бориле лађе са веслима.

## Позадина
После турског напада на Кипар 1570, на иницијативу папе Пија V обновљена је у мају 1571. Света лига, да би се хришћански свет удруженим снагама супротставио све већој опасности од Турака. Хришћанску флоту сачињавали су бродови Венеције, Шпаније, Малте, Папске државе и неких италијанских градова. У саставу млетачке флоте биле су и галије градова Раба, Трогира, Хвара и Котора. Прикупљање хришћанске флоте трајало је читавог лета, а завршено је крајем августа 1571. у Месини када је ту стигао Хуан од Аустрије (незаконити полубрат шпанског краља Карла V), њен врховни заповедник.
По наређењу султана Селима II, турски командант флоте капудан Али-паша упућен је јула 1571. на челу флоте од око 250 галија против хришћанских држава које су биле у рату са Турском. Уместо да потражи и појединачно туче неприкупљене млетачке флотне одреде, Али-паша се упустио у споредне акције у источном Јадрану и од 9. до 16. августа безуспешно опседао Котор. На вест да је хришћанска флота концентрисана у Месини, пребацио се у утврђену луку Лепанто (Навпактос), опљачкавши успут Крф.
Снаге Свете лиге испловиле су из Месине 16. септембра, а 6. октобра усидриле су се код острва Оксије на улазу у Патраски залив, а укључивале су 150 галија Млетачке републике, 79 шпанских галија, 12 галија Ватикана, те ђеновску флоту и снаге малтешког реда. Хришћанска флота састојала се од 232 галије и 6 галеаса: на бродовима је поред 44.000 морнара и веслача било укрцано и око 28.000 војника. Турци су имали 210 галија и 66 галијица, са око 50.000 морнара и веслача, и око 25.000 војника. Бродови Лиге били су јачи по броју артиљеријских оруђа (однос 2.5:1), броју војника на бродовима и по квалитету њиховог наоружања (више ручног ватреног оружја - многи хришћани имали су аркебузе).
Хришћанска флота стављена је под заповедништво Хуана од Аустрије, млађег брата шпанског краља Филипа II, а уз њега је био Маркантонио Колона као генерал папине флоте. Са османске стране флотом је заповедао адмирал Али-паша Мујезинзаде.

## Битка

### Супротстављене снаге
Ујутро 7. октобра флоте су се постројиле у борбени поредак. Хришћанска флота заузела је уобичајени поредак врсте са нешто истуреним крилима. На левом крилу, које се ослањало на обалу, налазиле су се 63 галије под командом млетачког адмирала Агостина Барбарига, десно крило (63 галије) водио је Ђеновљанин Ђан Андреа Дорија (Gian Andrea Doria). Центром (63 галије) командовао је лично Хуан Аустријски, а позади центра, у резерви, био је шпански адмирал А. Басан са 35 галија. При постројавању борбеног поретка, из састава центра заостао је сицилијански адмирал Кардона (Cardona) са 8 галија. Да би искористио снажну артиљерију галеаса, Хуан их је истурио испред галија и распоредио дуж читавог фронта.
Турска флота заузела је такође поредак врсте са истуреним крилима. Њеним десним крилом (56 галија) командовао је турски сераскер Петрев-паша, левим (93 брода) познати гусар, алжирски беглербег, Улуџ Али, а центром (96 бродова) сам Али-паша. Турска резерва (31 брод) налазила се позади центра.
У бици код Лепанта хришћанске галије имале су по 5 топова: један од 36 фунти у уздужници брода у рембати (прамчаном надграђу), а по два од 9 и 4.5 фунте, десно и лево од њега. Турске галије имале су по 3 топа, 1 од 36 и 2 од 9 фунти.

### Турско десно крило
Флоте су кренуле у напад око 10 часова и 30 минута. Прво се сукобило десно турско са левим хришћанским крилом. Не познавајући дубине, Барбариго се својим бродовима држао доста далеко од обале, што је Петрев-паша искористио и делом снага га заобишао и убацио му се у позадину. Но, у блиској борби, хришћански бродови, иако обухваћени, имали су виче успеха и око 12 часова и 30 минута победа на овом крилу била им је осигурана.

### Центар
У међувремену су се сударили и центри. Турци су овде имали своје најбоље бродове и посаде, па је исход дуго био неизвестан. Драматична абордажна борба водила се за командне бродове. Турци су неколико пута продрли на Хуанову командну галију (реалу), али су их сваки пут избацили војници који су пристизали у помоћ са других бродова. Коначно је Хуановим војницима пошло за руком да заузму турски командни брод и убију самог Али-пашу.

### Турско лево крило
У току огорчене борбе у центру, Улуџ Али, на левом крилу, покушао се пробити између хришћанског центра и десног крила, напасти заостале бродове адмирала Кардоне и обухватити центар. У тој критичној фази успешно су интервенисали хришћанска резерва и сицилијански бродови који су напали Улуџ Алија и присилили га да одустане од напада и обухвата. Увидевши да је победа у центру већ одлучена, Улуџ Али се вештим маневром ослободио својих противника и са око 30 галија напустио бојиште.

## Резултат
Завршна битка (трећа по реду и најтежа) закључена је премоћном победом Свете лиге, захваљујући спретном маневру за који историчари још не знају је ли била реч о смишљеном потезу или пуком случају. Наиме, ђеновски бродови су у једном тренутку напустили бојиште и запловили према отвореном мору. Није јасно је ли то било из страха или тактика. На повратку, ударили су османске снаге са стране. Турци су успели да спасе мање од половине своје флоте, а њихов пораз је означио крај њихове премоћи на Медитерану. Уз то, битка је била и последња битка вођена галијама, то јест бродовима на весла. За време битке, хришћанске снаге су освојиле османски заповедни брод, а - супротно вољи Хуана од Аустрије - османском адмиралу одсечена је глава и изложена на јарболу шпанског заповедног брода. Тиме је знатно смањен морал османских снага, шта је убрзало окончање битке. У четири послеподне османска флота је напустила бојиште.
У овој, највећој поморској бици након битке код Акцијума (31. п. н. е), погинуло је око 25.000 османских војника, а потопљено 80 османских бродова; 30 од њих Турци су сами потопили, док је 120 до 150 галија пало у руке победника. На хришћанској страни погинуло је око 8.000 војника, а потопљено је 13 бродова.
Међу потопљеним бродовима била је и которска галија под командом Јеролима Бизантија. У овој бици, на челу одреда шпанских војника истакао се храброшћу Мигел Сервантес, аутор Дон Кихота.
Хришћанској победи засигурно су допринели и тешко освојиви и снажно наоружани млетачки бродови са новим типом галеасе.

## Последице битке код Лепанта
Битка код Лепанта била прва велика победа хришћанских држава против ратне морнарице османског царства, која је дотад важила за непобедиву, те је имала и особиту психолошку важност јесте био сломљен мит непобедивости османских поморских снага. Победници нису успели да искористе своју премоћ због недовољног јединства међу собом. Османско царство са друге стране почело је одмах са обновом своје флоте и завршило је у шест месеци, те је годину дана касније имало око 250 галија и са галеоном и нови тип брода.
Од битке код Лепанта није се дао убедити ни османски велики везир Мехмед-паша Соколовић, те је млетачким посланицима диктирао разлику између вашег и нашег пораза:
Тиме што смо вам отели Краљевину Кипар, ми смо вам одсекли руку. Тиме што сте ви победили нашу флоту, ви сте нам обријали браду. Рука неће наново да порасте, али брада ће зато да расте само гушће.
Но после битке код Лепанта османско царство концентрисало се ипак на контролу источног Медитерана, иако је већ 1574. освојило Тунис, док је превласт западног Медитерана препустило Шпанцима, Италијанима и малтешком реду - међутим, у сталним борбама са северноафричким гусарима.